# Европейский вызов по бегу на 10 000 метров 1997
Первый в истории Европейский вызов по бегу на 10 000 метров прошёл 5 апреля 1997 года на стадионе «Сан-Висенте» в Баракальдо (Испания). Участники разыграли командный приз в соревнованиях у мужчин и женщин. На старт вышли 54 атлета из 14 стран Европы, из них 31 мужчина и 23 женщины. Каждая страна могла выставить до 5 человек в каждый из двух командных турниров. Победители определялись по сумме результатов 3 лучших участников.

## Результаты

### Командное первенство
Первыми победителями Европейского вызова в командном зачёте стали сборные Португалии.
| Место | Команда                                                                                             | Время                                            | Общее время |
| ----- | --------------------------------------------------------------------------------------------------- | ------------------------------------------------ | ----------- |
| 1     | Португалия · Домингуш Каштру · Жозе Рамуш · Витор Алмейда · Альфреду Браш · Жозе Сантуш             | 27.34,77 28.08,83 28.09,91 (28.13,10) (29.00,43) | 1:23.53,51  |
| 2     | Италия · Винченцо Модика · Симоне Дзанон · Антонио Армуци · Доменико Д’Амброзио                     | 28.12,74 28.15,29 28.33,18 (29.02,93)            | 1:25.01,21  |
| 3     | Испания · Хосе Мануэль Мартинес · Хулио Рей · Теодоро Куньядо · Хавьер Кабальеро · Хосе Карлос Адан | 28.11,67 28.41,34 29.01,79 (29.04,71) (DNF)      | 1:25.54,80  |
| 4     | Великобритания                                                                                      |                                                  | 1:26.48,43  |
| 5     | Финляндия                                                                                           |                                                  | 1:27.04,15  |

| Место | Команда                                                                                           | Время                                            | Общее время |
| ----- | ------------------------------------------------------------------------------------------------- | ------------------------------------------------ | ----------- |
| 1     | Португалия · Марина Бастуш · Ана Коррейя · Тереза Нунеш · Фатима Силва · Ана Паула Оливейра       | 32.09,95 32.35,01 32.49,96 (32.52,85) (DNF)      | 1:37.34,92  |
| 2     | Франция · Захия Дахмани · Шанталь Делленбах · Ркия Яджу · Николь Левек · Крисси Жирар             | 32.27,60 32.42,99 32.47,38 (33.15,20) (35.00,41) | 1:37.56,37  |
| 3     | Испания · Хулия Вакеро · Беатрис Сантьяго · Мария Луиза Ларрага · Тереза Ресио · Мария Росио Риос | 31.14,51 33.44,25 34.07,55 (DNF)                 | 1:39.06,31  |

### Индивидуальное первенство
| Место | Атлет                 | Страна         | Время    |
| ----- | --------------------- | -------------- | -------- |
| 1     | Дитер Бауман          | Германия       | 27.21,53 |
| 2     | Домингуш Каштру       | Португалия     | 27.34,77 |
| 3     | Камил Масе            | Нидерланды     | 27.35,72 |
| 4     | Карстен Айх           | Германия       | 27.41,94 |
| 5     | Жозе Рамуш            | Португалия     | 28.08,83 |
| 6     | Роб Денмарк           | Великобритания | 28.09,10 |
| 7     | Витор Алмейда         | Португалия     | 28.09,91 |
| 8     | Хосе Мануэль Мартинес | Испания        | 28.11,67 |
| 9     | Винченцо Модика       | Италия         | 28.12,74 |
| 10    | Альфреду Браш         | Португалия     | 28.13,10 |

| Место | Атлет             | Страна     | Время    |
| ----- | ----------------- | ---------- | -------- |
| 1     | Хулия Вакеро      | Испания    | 31.14,51 |
| 2     | Марина Бастуш     | Португалия | 32.09,95 |
| 3     | Петра Василюк     | Германия   | 32.10,94 |
| 4     | Захия Дахмани     | Франция    | 32.27,60 |
| 5     | Ана Коррейя       | Португалия | 32.35,01 |
| 6     | Шанталь Делленбах | Франция    | 32.42,99 |
| 7     | Ркия Яджу         | Франция    | 32.47,38 |
| 8     | Тереза Нунеш      | Португалия | 32.49,96 |
| 9     | Фатима Силва      | Португалия | 32.52,85 |
| 10    | Хелена Яворник    | Словения   | 33.02,79 |